# Цветное телевидение
Цветное телевидение — технология телевидения, позволяющая передавать движущееся изображение в натуральных цветах. Все аналоговые системы цветного телевидения (за исключением ранних экспериментов), предназначенные для наземного вещания, соответствовали принципу совместимости, то есть цветная телепередача могла быть принята и воспроизведена как чёрно-белыми, так и цветными телевизионными приёмниками. 

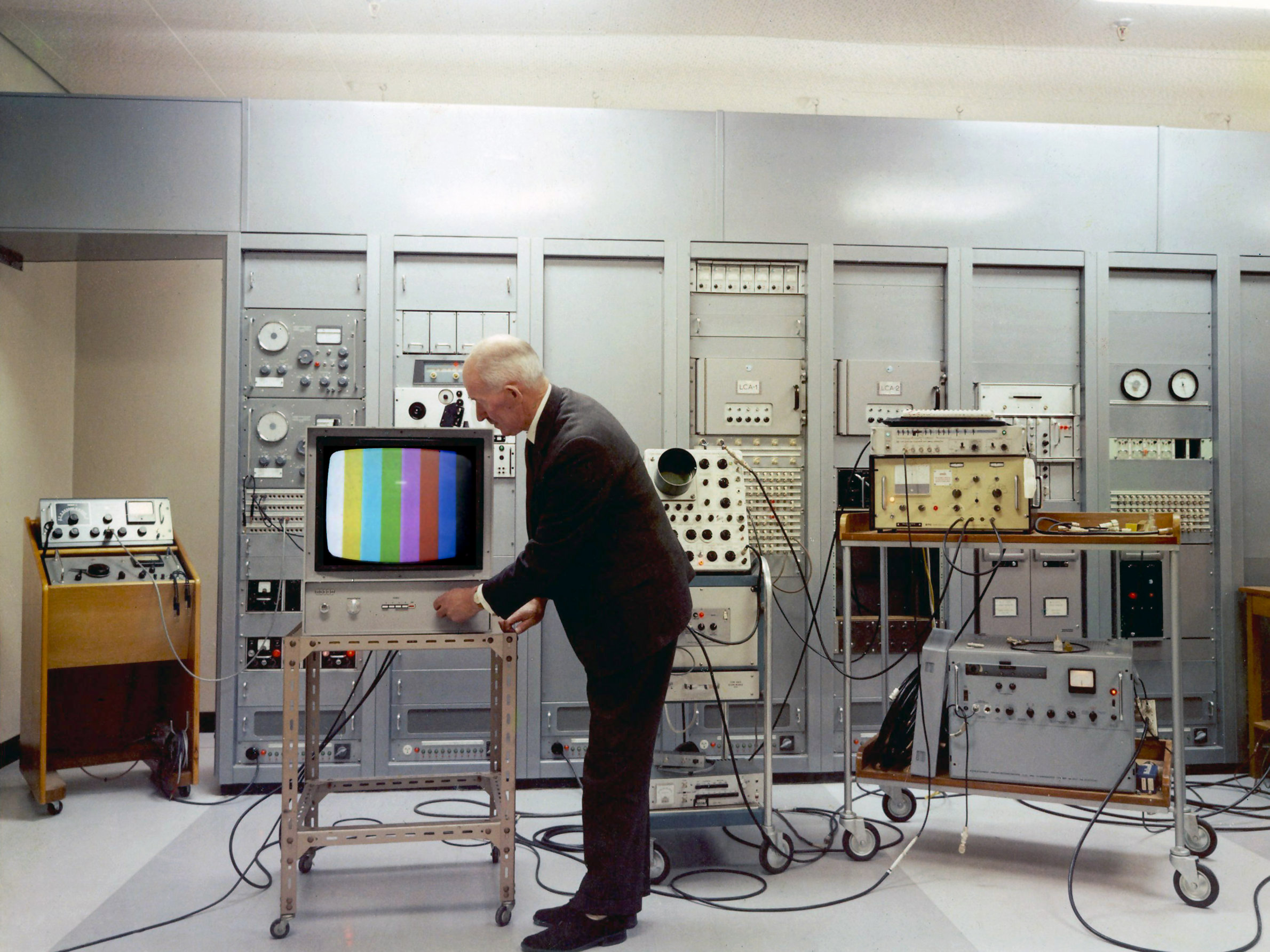
Лабораторное тестирование системы цветного телевидения

При этом чёрно-белые приёмники использовали только сигнал яркости, ничем не отличающийся от обычного чёрно-белого видеосигнала. Информация о цвете передавалась при помощи дополнительного сигнала, используемого только цветными телевизорами. Такое решение позволило осуществлять цветное вещание на уже существовавший парк чёрно-белых телевизоров и продолжить их выпуск в качестве недорогой альтернативы цветным приёмникам.
Требуется покупка дополнительного оборудования (приставки-декодера), чтобы смотреть нынешние цифровые передачи на старом аналоговом телевизоре. В таких приставках отказ от обработки сигнала цветности уже не даёт удешевления.

## История создания

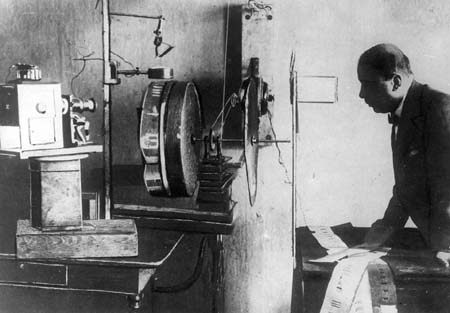
Ованес Адамян во время опыта по механической передаче цвета

Попытки передачи цветного изображения начались одновременно с появлением механического телевидения. Первыми начали работы в этом направлении Ян Щепаник, запатентовавший механическое разложение при помощи качающейся призмы в 1897 году, и армянин Ованес Адамян, работавший над двухцветной системой телевидения. В 1899 году Александр Полумордвинов запатентовал принцип последовательной передачи цвета при помощи механического сканирующего устройства. Однако действующих образцов ни одному из этих исследователей создать не удалось.
Первая в мире цветная телепередача состоялась 3 июля 1928 года в Глазго, и была осуществлена одним из основателей механического телевещания Джоном Бэрдом. При этом был использован принцип последовательной передачи трёх цветоделённых изображений основных цветов. Передача осуществлялась диском Нипкова с тремя спиральными группами отверстий, закрытых красным, зелёным и синим светофильтрами. На приёмном конце системы для синтеза изображения использовался такой же диск и три источника света основных цветов. 4 февраля 1938 года Бэрд продемонстрировал новую «театральную» систему, передав из своей студии в Хрустальном дворце изображение с разрешением в 120 строк на экран размером 3×4 метра в лондонском театре Доминион. Однако несовершенство механического телевидения не позволило сделать полученную систему массовой. Кроме того, она страдала теми же недостатками, что и система цветного кинематографа «Кинемаколор» с последовательными съёмкой и проекцией цветоделённых кадров: заметным мерцанием и цветной каймой быстродвижущихся предметов из-за низкой кадровой частоты. 

### Гибридные системы
Прорыв в развитии цветного телевидения произошёл после окончания Второй мировой войны. Радиоэлектронная промышленность США, лишившаяся оборонных заказов, занялась развитием гражданских технологий, в том числе телевизионных. При этом использовались новейшие достижения, до этого применявшиеся только в военных разработках. Кроме того, стали доступны не использовавшиеся ранее дециметровые радиодиапазоны, пригодные для широкополосного вещания. Нерешёнными оставались две главные проблемы электронного цветного телевидения: совместимость с существующими чёрно-белыми приёмниками и синтез цветного изображения при помощи электронно-лучевых трубок. 

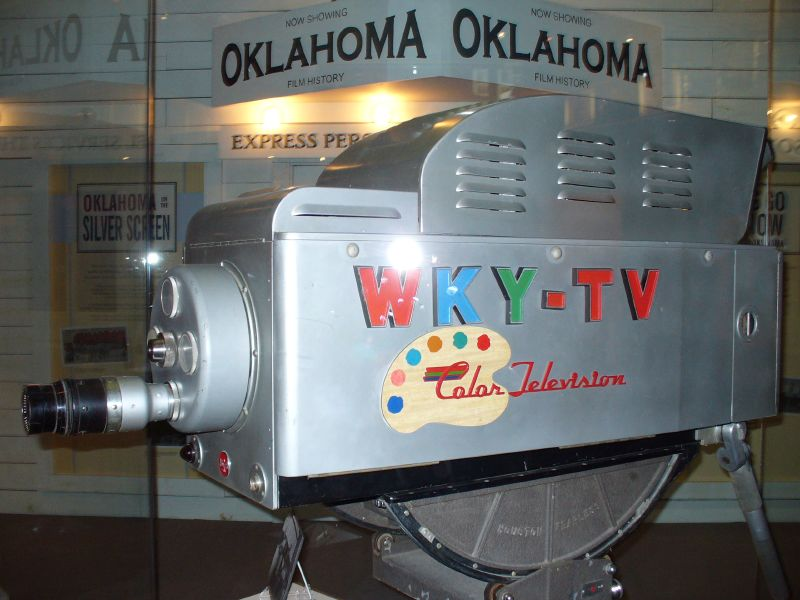
Первая в мире цветная передающая камера «RCA TK-41», созданная для вещания в системе NTSC. США, 1954 год

Для цветоделения проще всего было использовать три передающие трубки, каждая из которых формирует сигналы трёх основных цветов за светофильтрами. 
При этом информация о каждом цвете может передаваться одновременно по отдельным каналам. Проблема была в получении цветного изображения на стороне приёмника, поскольку кинескопы тех лет давали только монохромное изображение. 
Самым очевидным решением было использовать систему, аналогичную применяемой в телекамере: оптическое совмещение изображений трёх кинескопов с разным цветом свечения люминофора. Первая закрытая демонстрация подобной системы «Тринископ» была проведена компанией RCA 5 февраля 1940 года для членов Федерального агентства по связи США (FCC). При стоимости трёхтрубочного телевизора, втрое превышавшей обычный чёрно-белый приёмник, изображение получалось тёмным, а сигнал занимал слишком широкую полосу частот, поскольку каждое из цветоделённых изображений передавалось на отдельной несущей частоте. Существующие чёрно-белые телевизоры можно было приспособить для приёма любого из цветоделённых каналов такой системы, но передача полутонов при этом неизбежно искажалась.
Альтернативой одновременной раздельной передаче цветоделённых изображений была последовательная передача информации о цвете. Однако, полоса частот, требуемая при таком принципе, оставалась слишком широкой при сохранении приемлемой чёткости. Ширину канала, сопоставимую с чёрно-белым вещанием, удалось сохранить в системе, разработанной компанией RCA в 1949 году, и названной «Последовательной передачей цветных точек» (англ. Dot Sequential Color System). Сигналы, соответствующие красному, зелёному и синему частичным изображениям, мультиплексировались с частотой 3,8 МГц в один общий. В приёмнике они разделялись электронным коммутатором и воспроизводились на трёхкинескопном мониторе. Один из таких телевизоров с диагональю экрана 25 сантиметров содержал 108 радиоламп и занимал 2 метра в высоту и длину. Мультиплексирование и его синхронизация оказались слишком сложны для того времени и система была признана непригодной, несмотря на хорошую совместимость с чёрно-белыми приёмниками. Через несколько лет некоторые её принципы легли в основу стандарта NTSC с раздельной передачей яркости и цветности.
Два других решения заключались в последовательной передаче цветоделённых строк или кадров. Первый способ реализован в системе Джорджа Слипера «Sleeper Color System» американского консорциума «CTI» (англ. Color Television Incorporated), специально созданного в 1947 году для разработки цветного телевидения. При втором способе последовательно передаются цветоделённые полукадры при помощи вращающихся дисков со светофильтрами за объективом однотрубочной камеры и перед единственным чёрно-белым кинескопом приёмника. Этот принцип, запатентованный ещё Полумордвиновым, ранее был использован Бэйрдом в механической версии.
В электронном варианте подобная система впервые продемонстрирована публике компанией CBS 4 сентября 1940 года и названа «Системой с последовательной передачей цветных полей» (англ. Field-sequential color system). Её главное достоинство заключалось в возможности построения приёмника на основе одного чёрно-белого кинескопа: цветные трубки с мозаичным люминофором всё ещё оставались лабораторной экзотикой. Даже несмотря на громоздкость диска со светофильтрами, габариты и стоимость таких приёмников не шли ни в какое сравнение с трёхкинескопными телевизорами RCA, занимавшими половину комнаты. Однако, покадровая передача цвета обладала существенным недостатком: совместимость с чёрно-белыми телевизорами, возможная для большинства других технологий, превращалась в неразрешимую проблему из-за неизбежного увеличения частоты кадровой развёртки. Во время слушаний FCC о цветном телевидении, начавшихся 26 сентября 1949 года, перед комиссией стоял выбор из трёх систем: RCA с высокочастотным мультиплексированием, CTI с построчной передачей цвета и CBS с покадровым цветоделением. В итоге, несмотря на полную несовместимость, система CBS была признана более пригодной, чем две другие, и 11 октября 1950 года формально одобрена в качестве национального стандарта США. 25 июня 1951 года в 16:35 по восточному времени пять телестанций сети CBS на восточном побережье начали регулярное цветное вещание.
Изображение с разложением на 405 строк передавалось с частотой 144 цветных поля (48 полукадров) в секунду, и десять миллионов телевизоров, уже находившихся в эксплуатации и рассчитанных на чёрно-белый стандарт 525/60 1941 года, не показывали вообще никакого изображения CBS. Самодельные «конвертеры», позволявшие приспособить телевизор для приёма цветных программ, оказались слишком сложны для рядовых пользователей. Перспектива эскалации Корейской войны и многочисленные жалобы телезрителей вынудили Министерство обороны США запретить производство цветных приёмников с октября 1951 года «в целях экономии стратегического сырья». Решение было принято под давлением производителей чёрно-белых телевизоров и направлено на поддержку радиоэлектронной промышленности и рынка телеприёмников. Запрет был снят только в 1953 году и до этого момента производство любых цветных телевизоров для свободной продажи на территории США считалось незаконным. Позднее Конгресс США постановил, что все новые системы цветного телевидения должны быть совместимы с уже существующими. Последней передачей в стандарте CBS стала трансляция футбольного матча между командами Северной Каролины и Мэриленда 20 октября 1951 года.
В СССР на тот момент чёрно-белых телеприёмников были единицы, и проблема совместимости не стояла так остро, как в США. Поэтому в том же году под руководством Виктора Крейцера была начата разработка аналогичного стандарта с последовательной кадровой передачей цвета, а 7 ноября 1952 года Ленинградский телецентр провёл пробную трансляцию. 5 ноября 1953 года по такой же системе начала регулярное вещание опытная студия МОСЦТ из московского телецентра на Шаболовке. Среди американских специалистов, узнавших об этом, ходила шутка: «Русские воскресили американского покойника», хотя аналогичные системы одновременно тестировались в Великобритании и Франции. При стандарте разложения в 525 строк, за секунду передавались 150 цветоделённых полукадров, по 3 на каждое поле. Для приёма сигнала выпускались телевизоры «Радуга» с кинескопом диаметром 18 сантиметров, перед которым с частотой 1500 оборотов в минуту вращался диск с тремя парами светофильтров. Вращение синхронизировалось с диском передающей камеры за счёт общей с телецентром электросети переменного тока: за пределами Москвы синхронизация была затруднена. Телевизоры устанавливались в специально созданных ателье для публичного просмотра экспериментальных передач, транслировавшихся несколько раз в неделю. В конце концов система была признана бесперспективной и в Советском Союзе, а вещание прекращено 5 декабря 1955 года показом фильма «Аттестат зрелости». Позднее последовательная передача цветоделённых полей использовалась в некоторых замкнутых телесетях, в том числе в советской системе космической видеосвязи «Арктур».
В мае 1969 года во время полёта «Аполлона-10» астронавты Том Стаффорд, Джон Янг и Юджин Сернан впервые использовали в космосе специальную телекамеру и впервые вели цветную телетрансляцию из космоса.

### Полностью электронные системы

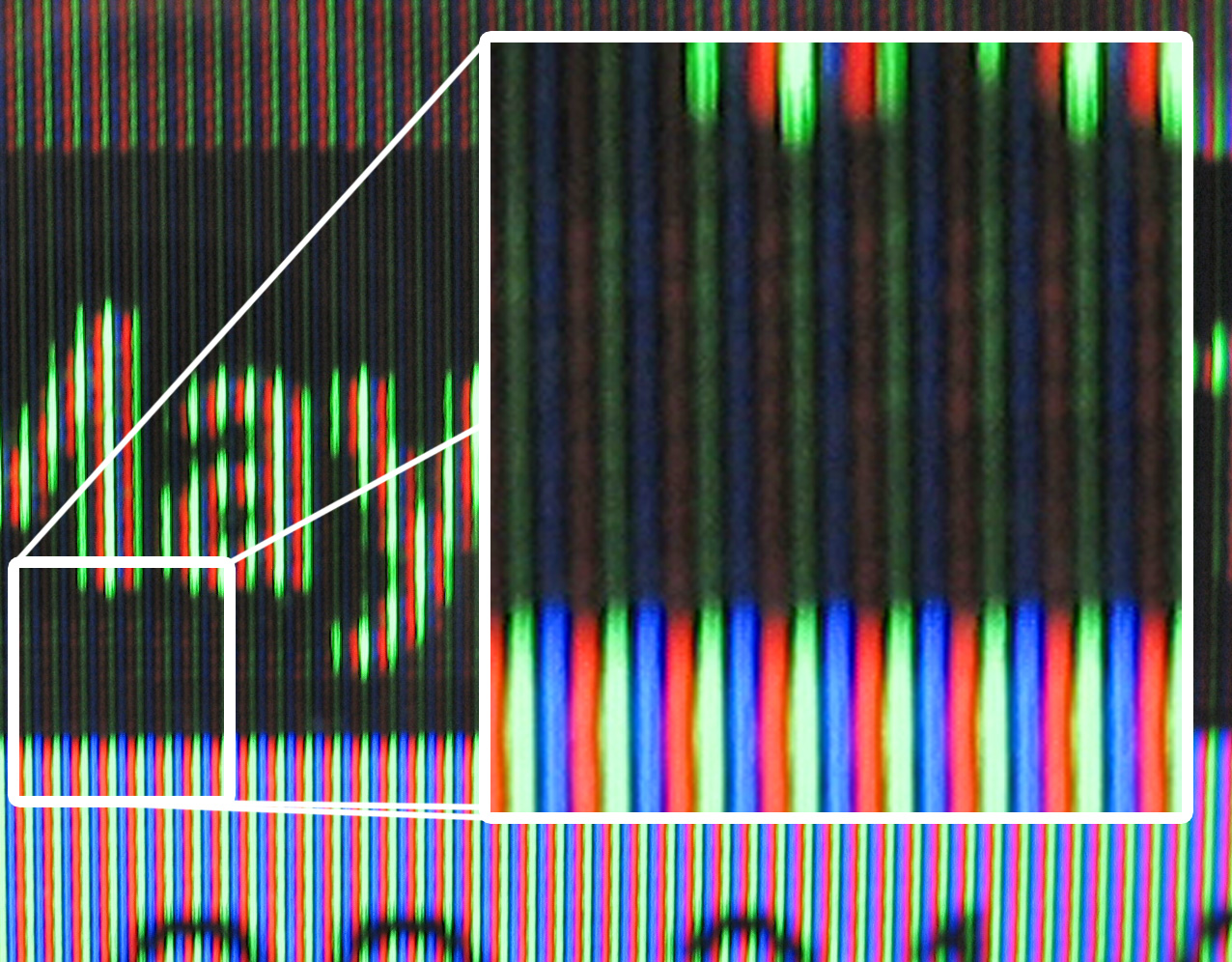
Увеличенный участок экрана кинескопа «Тринитрон» с апертурной решёткой

Наиболее перспективным оказался путь, который предусматривал использование кинескопа с тремя электронными прожекторами и мозаичного люминофора с разным цветом свечения.
В середине 1940-х годов Бэрд начал разработку первой такой системы, названной «Телехром». Принцип действия был основан на особой конструкции кинескопа с двумя электронными прожекторами, расположенными под углом с разных сторон полупрозрачного экрана. При этом пучки электронов каждой из пушек попадали на «свой» слой люминофора с разным цветом свечения. Использование голубого и пурпурного цветов позволяло получить упрощённую цветопередачу, напоминающую двухцветные технологии цветного кинематографа, такие как «Синеколор» и ранний «Техниколор». Полная аналогия с кинематографом дополнялась использованием двухцветного телевидения также для воспроизведения 3D-изображения в технике анаглифа. Дальнейшее совершенствование системы привело к появлению третьей электронной пушки в трёхцветном кинескопе с двухсторонним полупрозрачным растровым экраном. Первая демонстрация состоялась 16 августа 1944 года и доказала перспективность направления, однако внезапная смерть Бэрда прервала опыты. Похожий принцип использован в трубке «Трихромоскоп» (англ. Trichromoscope) компании «Дюмон»: электронные прожекторы располагались с трёх сторон под большими углами к мозаичному экрану, состоящему из трёхгранных пирамид с разноцветным люминофором разных граней.
Дальнейшие исследования шли в этом же направлении. «Пенетрон», как и «Телехром» Бэрда, использовал только два цвета, но основывался на двухслойном люминофоре. Такая технология нашла применение в радиолокационных системах опознавания «свой-чужой». Ближе всего к цели оказался «Хроматрон», разработанный физиком Эрнстом Лоуренсом. Кинескоп, также известный как «трубка Лоуренса», использовал электрод в виде решётки для фокусировки электронных пучков на соответствующих полосках люминофора трёх цветов. Однако, наиболее перспективными и технологичными оказались трубки с теневой маской, благодаря которой пучки попадали на пятна люминофора с соответствующим цветом свечения. Изобретателем такого кинескопа считается Вернер Флехсиг (нем. Werner Flechsig), впервые продемонстрировавший опытный образец в 1939 году на Международной выставке IFA в Берлине. Массовое производство трубок было начато только в середине 1950-х годов компанией RCA, вложившей в разработку технологии её производства огромные суммы. Недостатком этого технического решения была пониженная яркость экрана за счёт затенения электронных пучков маской. В этом отношении выигрывал «Хроматрон» и трубки типа «Appletube» компании «Philco» с временно́й коммутацией цвета единственного прожектора, но они оказались слишком сложны для своего времени. В результате самыми популярными стали технология RCA с точечными триадами, и её вариация с вертикальной апертурной решёткой, позднее разработанная Sony под названием «Тринитрон».
Одновременно с проблемой синтеза цвета в телеприёмнике решался вопрос обеспечения совместимости с существующими системами чёрно-белого телевидения. В конце концов большинство разработчиков остановило свой выбор на принципе, предложенном в 1938 году французским инженером Жоржем Валенси (фр. Georges Valensi). Его технология предусматривала раздельную передачу информации о яркости и цвете вместо исходных цветоделённых компонент. Первой удачей в этом направлении стало завершение разработки компанией RCA новой системы, которая 17 декабря 1953 года в результате доработки была принята Национальным комитетом по телевизионным стандартам США в качестве единого вещательного стандарта под наименованием NTSC. Первая экспериментальная передача в этой системе проведена национальной телесетью NBC 30 августа 1953 года, а уже 1 января 1954 состоялась первая трансконтинентальная телетрансляция цветной программы по радиорелейной связи. Новая технология предусматривала передачу сигнала яркости, ничем не отличающегося от чёрно-белого видеосигнала, и двух цветоразностных, преобразованных при помощи квадратурной модуляции в отдельный сигнал цветности, передаваемый вместе с яркостным. Полученный полный цветной телевизионный сигнал годился для приёма уже существующими чёрно-белыми телевизорами, использующими только сигнал яркости. Цветные приёмники декодировали сигнал цветности и показывали цветное изображение. Первым серийным цветным телевизором, рассчитанным на стандарт NTSC, стал «RCA CT-100», продававшийся по цене 1000 долларов. Уже в 1955 году было выпущено 40 тысяч цветных телевизоров этого стандарта.
14 января 1960 года в СССР из студии МОСЦТ началось экспериментальное вещание по советскому аналогу NTSC, получившему название ОСКМ — «Одновременная совместимая система с квадратурной модуляцией». Были выпущены крупные партии телевизоров «Радуга» (новой конструкции) и «Темп-22» с масочным кинескопом 53ЛК4Ц советской разработки. Система, разработанная кафедрой телевидения ЛЭИС, была копией американской, но адаптирована для советских стандартов: увеличена до 8 МГц ширина частотного канала и использован европейский стандарт разложения. Для частоты поднесущей было выбрано значение 4,43 МГц. Вещание велось несколько раз в неделю, но просмотр передач в цвете был доступен, главным образом в телеателье и на выставках, поскольку цветные приёмники в свободную продажу не поступали. В середине 1960-х годов были разработаны две европейские системы цветного телевидения: западногерманский PAL и французский SECAM, которые также начали тестироваться в СССР. Обе отразили попытки дальнейшего совершенствования NTSC, недостатком которой была низкая устойчивость к фазовым искажениям. В итоге, по результатам опыта вещания в системе «ОСКМ» и тестирования двух иностранных стандартов совместно с системой «ЦТ НИИР», разработанной под руководством Владимира Теслера, в СССР в 1967 году в качестве вещательного принят стандарт SECAM, как наиболее пригодный для передачи на расстояние существующими радиорелейными линиями.
Первая широковещательная передача по системе SECAM в СССР была приурочена к 50-летней годовщине Октябрьской революции, отмечавшейся 7 ноября 1967 года. В этот день состоялась первая внестудийная цветная передача с Красной площади при помощи трёхтрубочных передающих камер «Спектр-7» отечественной разработки. Для приёма цветного изображения в том же году начат выпуск телевизоров «Рубин-401», «Радуга-403» и «Рекорд-101» на основе советских масочных кинескопов. С 1 января 1977 года все передачи Центрального телевидения СССР стали передаваться в цвете, а к 1987 году цветное оборудование получили все периферийные телецентры.

## Стандарты цветного телевещания

Распространение стандартов цветного телевидения по странам

Сегодня есть три основных стандарта цветного телевидения, использующихся для аналогового вещания.
Первым в мире стандартом, получившим массовое распространение, стал NTSC. Второй после США страной, утвердившей его в качестве вещательного, в 1958 году стала Куба, но после революции с 1959 года вплоть до 1975 цветное вещание было прекращено. Следующими территориями действия NTSC стали Япония (в 1960 году), Мексика (1963) и Канада (1966). Постепенно система распространилась почти на весь американский континент, в том числе на часть Южной Америки. В процессе эксплуатации выявился главный недостаток NTSC, обусловленный особенностями квадратурной модуляции: неустойчивость цветового тона изображения, который нужно было постоянно подстраивать регулятором «NTSC Tint». В США появился даже шутливый бэкроним названия системы: «Никогда дважды тот же цвет» (англ. Never Twice the Same Color), отражающий её особенности. Попытки решить проблему зависимости цвета от фазовых искажений поднесущей привели к созданию двух других систем, появившихся в Европе.
Здесь внедрение цветного телевидения происходило гораздо медленнее из-за послевоенной разрухи. Американский стандарт с нестабильной цветопередачей не находил поддержки у местных специалистов. Попытки модифицировать NTSC для вещания в Европе предпринимали французская компания RTF, английские EMI и BBC, а также голландский Philips, но в большинстве случаев результаты оказывались неудовлетворительными. Разработка собственных систем затянулась до конца 1960-х годов, и регулярное цветное вещание не велось. Но к моменту принятия стандартов основные технологические проблемы производства приёмников и студийного оборудования уже были решены за океаном, поэтому распространение цветного телевидения в Европе происходило гораздо быстрее, хотя и позже. Большинство стран Западной Европы в 1966 году в качестве стандарта выбрало PAL, а Франция и страны СЭВ годом позже — SECAM. Позднее система PAL начала использоваться в Азии, Австралии и ряде стран Африки, а SECAM — на Ближнем Востоке. К середине 1970-х чёрно-белое вещание было практически прекращено во всём мире. Дальнейшее развитие технологий выявило недостатки стандарта SECAM, от которого отказались в большинстве стран бывшего советского блока. В то же время PAL получил наиболее широкое распространение: в конце 1990-х годов передачи по этому стандарту смотрели в 62 странах 67,8 % телезрителей всего мира.
|                     | NTSC M       | PAL B, G, H    | PAL I          | PAL N        | PAL M        | SECAM B, G, H | SECAM D, K, K', L |
| ------------------- | ------------ | -------------- | -------------- | ------------ | ------------ | ------------- | ----------------- |
| Стандарт разложения | 525/60       | 625/50         | 625/50         | 625/50       | 525/60       | 625/50        | 625/50            |
| Строчная частота    | 15,734 кГц   | 15,625 кГц     | 15,625 кГц     | 15,625 кГц   | 15,750 кГц   | 15,625 кГц    | 15,625 кГц        |
| Частота полукадров  | 60 Гц        | 50 Гц          | 50 Гц          | 50 Гц        | 60 Гц        | 50 Гц         | 50 Гц             |
| Частота поднесущей  | 3,579545 МГц | 4,43361875 МГц | 4,43361875 МГц | 3,582056 МГц | 3,575611 МГц |               |                   |
| Полоса частот видео | 4,2 МГц      | 5,0 МГц        | 5,5 МГц        | 4,2 МГц      | 4,2 МГц      | 5,0 МГц       | 6,0 МГц           |
| Несущая звука       | 4,5 МГц      | 5,5 МГц        | 5,9996 МГц     | 4,5 МГц      | 4,5 МГц      | 5,5 МГц       | 6,5 МГц           |

Современные стандарты аналогового цветного телевидения предусматривают передачу сигнала яркости и двух цветоразностных, до сих пор поддерживая совместимость с чёрно-белыми приёмниками. При этом цветоразностные сигналы несут информацию о соотношении синего и красного сигналов с яркостным, а зелёный сигнал получается путём их вычитания непосредственно в декодере приёмника. Соотношение сигналов подбирается, исходя из спектральной чувствительности человеческого глаза, и стандартизировано для основных систем. При этом, полоса частот, занимаемая цветоразностными сигналами, может быть ограничена благодаря пониженной чувствительности человеческого зрения к чёткости цветного изображения.
С распространением цифрового телевидения несовместимые друг с другом аналоговые системы PAL, SECAM и NTSC были заменены общемировым цифровым, основанным на рекомендации BT.601, принятой в 1982 году Международным консультативным комитетом по радио. Универсальность цифрового стандарта обеспечивается единым цветовым пространством, в котором кодируются данные о цвете.
Развитие новых типов устройств отображения, таких как плазменные панели и жидкокристаллические дисплеи, не привнесло принципиальных изменений в способ синтеза цвета. Такие экраны используют ту же технологию пространственного аддитивного цветосмешения, ставшую основой цветных кинескопов с мозаичным люминофором трёх основных цветов.